# اندی کوهن
اندی کوهن (انگلیسی: Andy Cohen؛ زادهٔ ۲ ژوئن ۱۹۶۸) مجری تلویزیون و رادیو و تهیه‌کننده تلویزیونی اهل ایالات متحده آمریکا است. وی از سال ۱۹۹۰ میلادی تاکنون مشغول فعالیت بوده‌است.
وی همچنین برندهٔ جوایزی همچون جوایز امی ساعات پربیننده و جایزه پیبادی شده‌است.

## زندگی شخصی
اندی در سنت لوئیس ، میسوری ، در خانواده ایولین و لو کوهن به دنیا آمد. او یک خواهر به نام امیلی روزنفلد دارد. او یهودی است و ریشه در لهستان، روسیه و لیتوانی دارد.  کوهن در سال ۱۹۸۹ از دبیرستان کلایتون فارغ التحصیل شد . کوهن برای روزنامه دانشجویی،دانشگاه بوستون، روزنامه دیلی فری پرس نوشت . او بعداً در سی‌بی‌اس نیوز کارآموزی کردجولی چن ، که به عنوان کارآموز نیز کار می کرد. 
او نخستین شخصیت آشکارا همجنس‌گرایی است که مجری یک برنامه رادیویی آخر شب آمریکایی بوده‌است. فرزند او بنجامین الن کوهن در سال ۲۰۱۹ با کمک رحم جایگزین زاده شد.